# ハニナ・ベン・ドーサ
ハニナ・ベン・ドーサ（ヘブライ語: חנינא בן דוסא、Hanina ben Dosa）は、1世紀のユダヤ学者、奇跡の担い手で、ヨハナン・ベン・ザッカイの弟子。彼はイスラエル北部のアラバに埋葬されている。